# Scituate (Massachusetts)
Scituate ( /ˈsɪtʃuɪt/ ligação=| Sobre este som /ˈsɪtʃuɪt/  )  é uma cidade costeira no condado de Plymouth, Massachusetts, Estados Unidos, na costa sul, a meio caminho entre Boston e Plymouth. A população era de 18.133 no censo de 2010.

## História
O nome Scituate é derivado de " satuit ", o termo Wampanoag para riacho frio, que se refere a um riacho que corre para o porto interno da cidade. Em 1710, vários residentes emigraram para Rhode Island e fundaram Scituate, Rhode Island, em homenagem a sua cidade natal anterior.
O acordo europeu trouxe um grupo de pessoas de Plymouth por volta de 1627, a quem se juntaram imigrantes do condado de Kent, na Inglaterra. Eles eram inicialmente governados pelo Tribunal Geral de Plymouth, mas em 5 de outubro de 1636, a cidade foi incorporada como uma entidade separada.

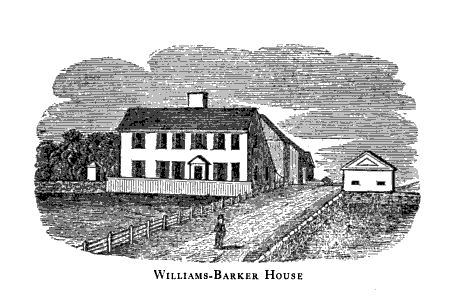
A Williams-Barker House (agora Barker Tavern) foi supostamente construída em 1634, tornando-o um dos edifícios mais antigos de Massachusetts

A Williams-Barker House, que ainda permanece perto do porto, foi construída em 1634. Doze casas e uma serração foram destruídas na guerra do rei Filipe em 1676.
Em 1717, a parte ocidental da concessão original de terras foi separada e incorporada como a cidade de Hanover, e em 1788, uma seção da cidade foi cedida a Marshfield. Em 1849, outra seção ocidental tornou-se a cidade de South Scituate, que mais tarde mudou seu nome para Norwell . Desde então, as fronteiras permaneceram essencialmente inalteradas.  
A pesca era uma parte significativa da economia local no passado, assim como a indústria do mar. O mar era historicamente parte integrante da cidade, com incidentes ocasionais como os descritos em 13 de fevereiro de 1894, nos quais oito homens agarrados ao cordame da embarcação em uma escuna ancorada no Third Cliff aparentemente morreram antes que uma grande multidão observando da costa "literalmente congelada para as cordas ", enquanto os esforços mal-sucedidos de resgate continuavam durante o dia e seus corpos aparentemente sem vida eram cobertos pelo anoitecer. Uma pequena frota de pesca ainda está sediada em Scituate Harbor, embora hoje a cidade seja principalmente residencial.
Em 1810, um farol foi erguido no extremo norte do porto de Scituate. Este farol é agora conhecido como Old Scituate Light. Durante a Guerra de 1812, um grupo de invasão naval britânico foi impedido pelas duas filhas do faroleiro tocando um pífano e tambor alto. As meninas e esse incidente ficaram conhecidas como " Exército Americano de Dois " ou "Exército Farol de Dois".
Outro farol notável, o Minot's Ledge Light, fica a cerca de 1,6 km de Scituate Neck.
A casa Old Oaken Bucket de Samuel Woodworth está localizada em Scituate. A cidade também abriga a Lawson Tower, uma torre de água cercada por uma fachada de madeira, com um deck de observação com vistas da maior parte da costa sul a partir do topo.
O financeiro e muckraker Thomas Lawson construiu sua propriedade Dreamworld em Sciutate. A Lawson Tower permanece e o complexo condiminum Dreamworld presta homenagem.
Durante a Segunda Guerra Mundial, a Quarta Reserva Militar do Penhasco defendeu a área de Scituate com uma bateria de duas armas de 15 cm. Agora é uma área de recreação para a Base da Força Aérea Hanscom.
O Scituate costumava ser o local da estação de rádio internacional WNYW, que transmitia nas bandas de ondas curtas no final dos anos 1960.

## Geografia
Scituate é considerada uma comunidade de South Shore, localizada ao sul da foz do grande porto de Boston. A cidade não é contígua; Humarock é uma parte do Scituate que só pode ser alcançada a partir de Marshfield. O último estava anteriormente conectado à cidade, mas essa conexão foi perdida quando a foz do rio Sul mudou para o norte, como resultado do vendaval de Portland de 1898. A costa da cidade varia, com o sul (ao longo da foz do rio North) sendo cercado por sapais, o meio (em torno do porto de Scituate) sendo arenoso e a costa de Scituate Neck (Minot), no norte, exibindo rochas expostas. É dessas rochas que se encontra o Minot's Ledge, lar do farol mais famoso da cidade. O interior da cidade é principalmente arborizado, com vários riachos e rios (incluindo Satuit ou "Cold Brook", pelo qual a cidade é chamada) passando.

## Dados demográficos
Até o censo  de 2010, havia 18.133 pessoas, 6.694 famílias e 4.920 famílias residentes na cidade. A densidade populacional era de 1.039,6 pessoas por milha quadrada (401,5 / km 2 ). Havia 7.685 unidades habitacionais a uma densidade média de 447,3 por milha quadrada (172,7 / km 2 ). A composição racial da cidade era 96,1% branca, 0,8% negra ou afro-americana, 0,1% nativa americana, 0,8% asiática, 0,01% das ilhas do Pacífico, 1,4% de outras raças e 0,9% de duas ou mais raças. Hispânico ou Latino de toda a raça eram 0.83% da população.
O jornal britânico Daily Mail declarou Scituate "a cidade mais irlandesa da América" com base nos dados do Censo dos EUA em 2010, nos quais 47,5% dos residentes listaram seus ancestrais primários como irlandeses.

## Cultura

### Desfile do dia de São Patrício
O desfile anual do dia de São Patrício acontece no terceiro domingo de março e vai de Greenbush-Driftway a Scituate Harbour. Além do desfile, a celebração inclui o Baile do Chapeleiro Maluco, a Corrida Anual do Prefeito e o St. Pat's Plunge no frio Oceano Atlântico em Peggotty Beach. Estes eventos são angariadores de fundos para instituições de caridade locais. Com quase 50% dos habitantes de Scituate de ascendência irlandesa, as festividades do dia de São Patrício são as favoritas locais.
Segundo o site oficial do desfile, o desfile começou em Minot, MA, em 1995, como uma pequena procissão ao redor do quarteirão para comemorar o Dia de São Patrício na Riviera Irlandesa. Foi iniciado por Jim e Janet Campbell e alguns vizinhos que há anos conversavam sobre fazer um pequeno desfile pelo bairro.

## Pessoas notáveis
- Henry Dunster, primeiro presidente da Universidade de Harvard, puritano / ministro batista
- Mordecai Lincoln Sr., tataravô do presidente dos EUA Abraham Lincoln
- Mordecai Lincoln Jr., trisavô do presidente dos EUA Abraham Lincoln
- Rebecca e Abigail Bates, conhecidas como " Exército Americano de Dois ", afastaram o exército britânico perto do farol de Scituate com um pífano e tambor durante a Guerra de 1812 (Fortier, Edmund A, um exército de dois salva o dia )
- William Cushing, um dos seis juízes originais da Suprema Corte dos Estados Unidos
- Charles Turner Torrey, abolicionista (1813-1846)
- Paul Curtis, construtor de navios conhecido por seus navios clipper
- Thomas W. Lawson, promotor de ações, reformador financeiro, construiu sua propriedade Dreamwold em Scituate
- Ted Donato, ex-capitão de hóquei de Harvard com 13 anos de carreira na NHL; venceu um campeonato da NCAA, disputado nas Olimpíadas, treina o hóquei de Harvard
- Nick Flynn, escritor e poeta, cuja autobiografia Another Bullshit Night in Suck City foi adaptada para o filme de 2012 Being Flynn .
- Jacques Futrelle, jornalista, autor, que morreu no naufrágio do RMS Titanic em 1912; sua esposa, colega escritora e sobrevivente do Titanic, May Futrelle (née Lily May Peel); e seus dois filhos [10]
- Mark Goddard, ator conhecido por seu papel como "Major Don West" na série Lost in Space
- Inez Haynes Irwin, jornalista, autora, feminista, escreveu A História do Partido das Mulheres, uma história do movimento sufrágio feminino americano
- Charles Kerins, artista, ilustrador, conhecido pelas capas e pinturas do anuário do Red Sox da infância americana da cidade pequena nas décadas de 1950 e 1960.
- Bruce Laird, ex-jogador de futebol da NFL pelo Baltimore Colts, 1972-1981 (Pro Bowl 1972) e San Diego Chargers, 1982-1983
- Jim Lonborg, Cy Young Award - ex-arremessador titular da Major League Baseball pelo Boston Red Sox
- Joseph D. Malone, ex-tesoureiro de Massachusetts
- Tom McCall, governador do Oregon de 1966 a 1974, nascido em Scituate
- John McDonald, jogador de beisebol da Major League Baseball
- Scott McMorrow, dramaturgo e poeta premiado
- Mike Palm, (jarro de alívio) 1948 Boston Red Sox
- Walter Jay Skinner, juiz do distrito federal dos EUA, presidiu Anderson v. Cryovac, Inc., consultório particular em Scituate, 1957-1963.
- Dave Silk, ex-atacante de hóquei no gelo da NHL, membro do time de hóquei olímpico dos EUA Miracle on Ice de 1980, que ganhou a medalha de ouro
- Scott Snibbe, artista de mídia, cresceu em Scituate
- Peter Tolan, escritor, diretor [11]
- May Rogers Webster, naturalista nascido em Scituate
- Ryan Donato, NHL deixou a ala para o Minnesota Wild, atleta de hóquei
- Ryan Whitney, defensor da NHL para os Edmonton Oilers, Podcaster
- Frank Craig Pandolfe, vice-almirante aposentado Marinha dos Estados Unidos (1980-2017)
- George W. Casey, Jr., Chefe do Estado-Maior do Exército dos Estados Unidos (2007–2011)
- Casey Dienel, cantor e compositor conhecido como Hinterland Branco
- Billy Tibbetts, ala da NHL para o Pittsburgh Penguins

## Galeria

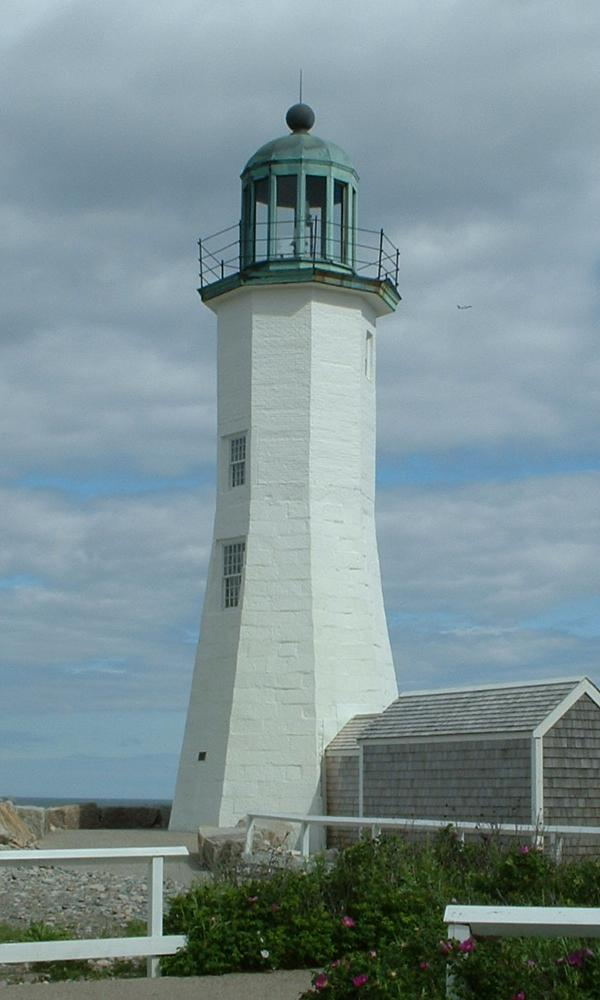
Farol de Scituate, Porto de Scituate
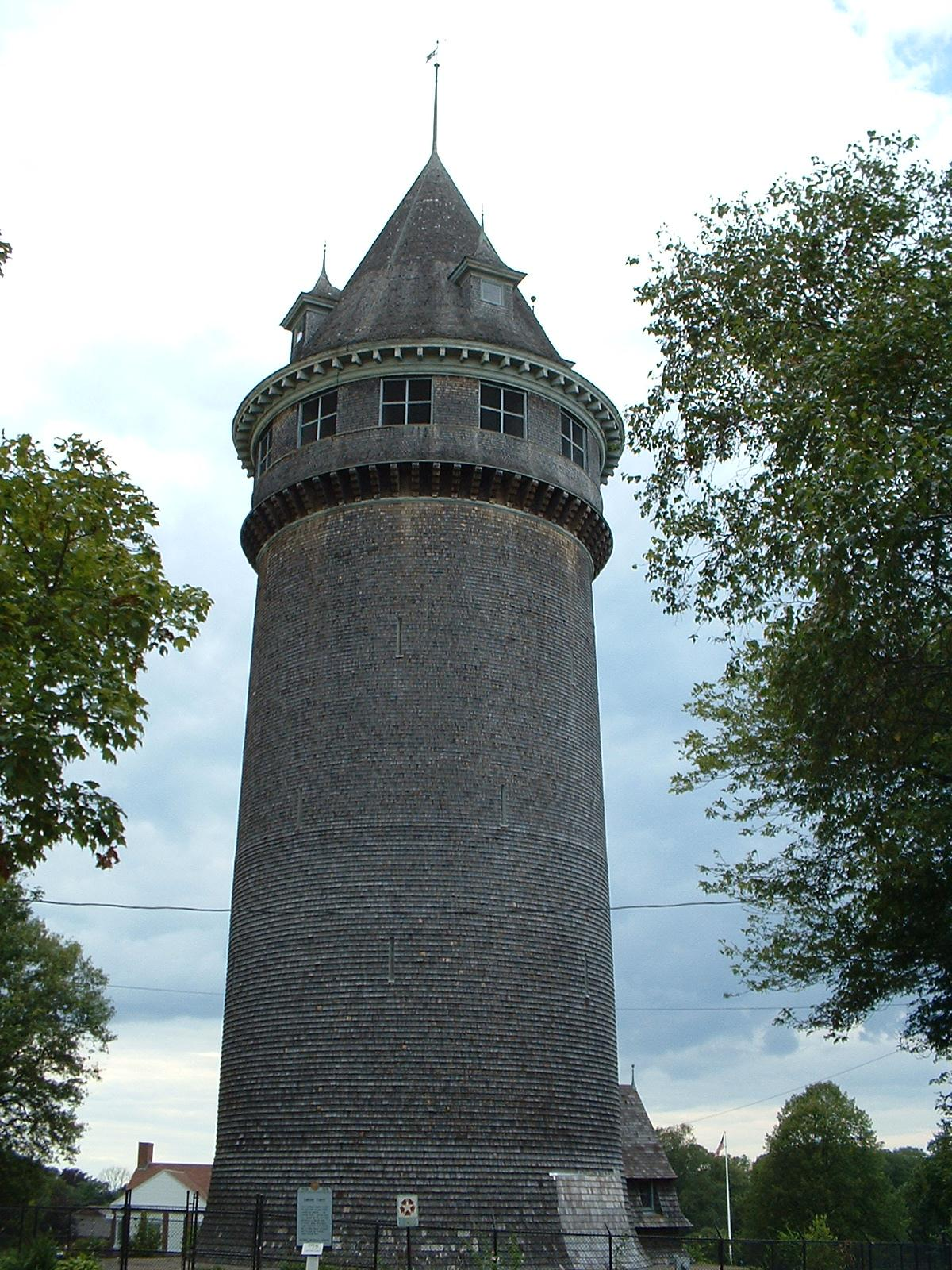
Torre de Lawson, centro de Scituate
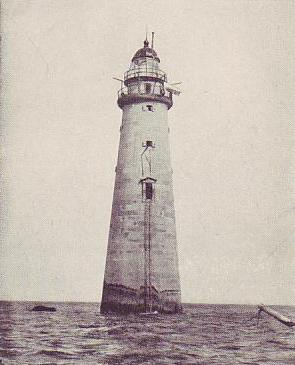
Minot Ledge Light c. 1905
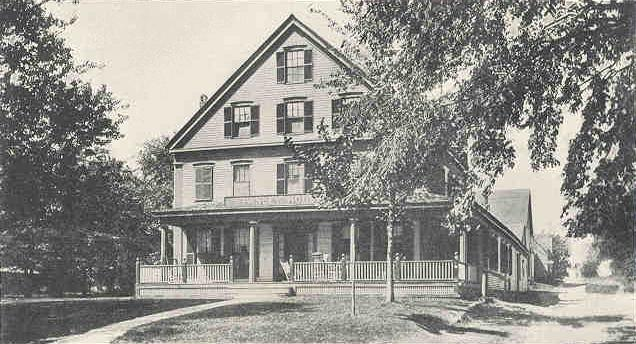
Casa Stanley c. 1905
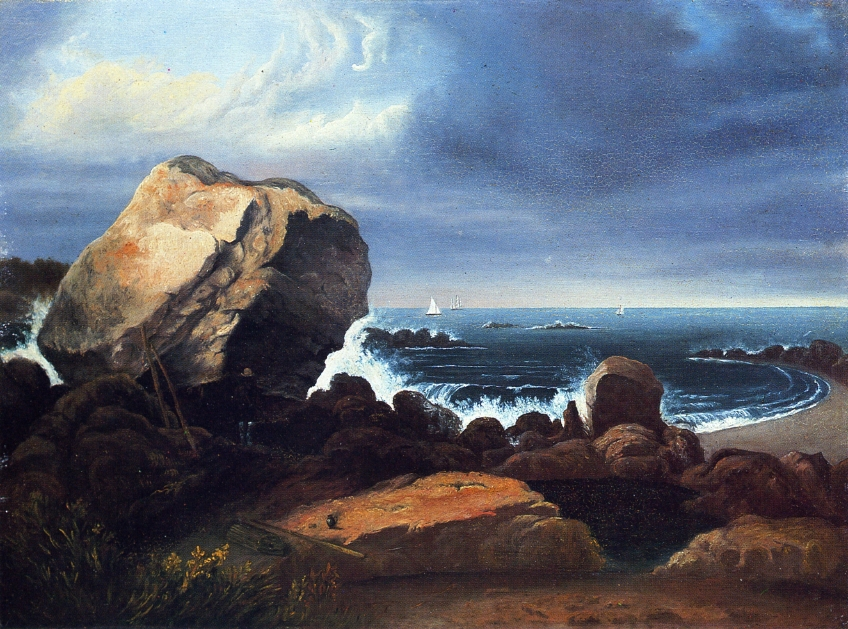
Praia de Scituate, Massachusetts, Thomas Doughty, 1837